# Zhangjiajie
Zhangjiajie is een stadsprefectuur met 1,5 miljoen inwoners in het noordwesten van de zuidelijke provincie Hunan,
Volksrepubliek China. Zhangjiajie is zeer beroemd om zijn mooie landschap dat uit hoge stenen bergen bestaat. Het Wulingyuan waarin onder andere het Zhangjiajie National Forest Park gelegen is, trekt jaarlijks miljoenen toeristen hierheen. Het gebied vormde de inspiratie voor het landschap in de film Avatar.

## Partnersteden
- Hadong (Zuid Korea), sinds 2006
- Santa Fe (Verenigde Staten), sinds 2009
- Naruto (Japan), sinds 2011